# 召喚夜響曲外傳 破曉之翼
《召喚夜響曲外傳 破曉之翼》是由Banpresto於2005年8月4日發售的 PlayStation 2動作角色扮演遊戲。
「召喚夜響曲系列」的外傳之一，種類為「幻想動作角色扮演」。世界觀與正傳作品不同。人物設計是 （以的名義，本名為大森葵）。

## 故事

召喚夜響曲外傳:破曉之翼 宣傳海報

主角在從未見過的洞窟中甦醒，不但失去過去的記憶，還發現身體內藏著另一個人的意識。這時，在他們聽到一位少年諾瓦的說話並引導他們，二人為了自己的過去而展開漫長的旅程。

## 人物

### 主角
失去記憶並且二人共用著同一個身體的冒險者，遊戲開始時可選擇雷恩或艾娜為視點進行遊戲。
- 雷翁 (Leonus) -「如果這就是無庸置疑的真實，我們就只能選擇面對了」

配音員：千葉進歩
身穿的鎧甲上有著曾讓人聯想到騎士的紋飾，他是一位劍士。戰鬥時使用的是一把幾乎跟一個人的身長同高的大劍。由於他不擅長言詞且沈默寡口，乍看之下似乎很不好相處，不過其實是個心思縝密且性情溫柔的人。
- 艾娜 (Ainna) -「不管遇到多麼令人難過的事，至少我不會是孤單一個人」

配音員：榎本溫子
身著輕裝的女劍士，武器是一把細長的劍，擅長連續攻擊。平常是個表情豐富的女孩子。不管是喜怒哀樂都會馬上表現在臉上。此外她也有當遇到自己不懂的事情時，就會坦自承認自己不懂的坦率性格。

### 白夜
- 紀紗娜　(Xena)

配音員：雪野五月
白夜的象徵，不僅是白夜的一員，同時也受到許多人的敬愛。她也常被稱為聖女，而她不時掛心人們日常生活的態度，不斷地為白夜這個組織注入生氣。舉止十分溫柔，也親切地接待尋找自己記憶主角們。
- 琵雅(Piar) -「一定要到這裡找人家玩」

配音員：松岡由貴
白夜的成員。天使少女，有天真無邪的性格，她的姿態與動作總是能夠帶給周圍的人們安詳的氣氛。雖然擁有身為天使的強大力量，但她並不喜歡戰鬥。自從某一次遇到了迷路的主角並薛主角帶路之後。她便把主角當成是「大哥哥(大姊姊)」般地仰慕著。
- 柚月 (Yuzuki) -「無須擔心在下並沒有企圖加害各位的念頭」

配音員：本田貴子
白夜的成員。隨身攜帶著武士刀的女武士。臉上總是帶著端正的表情與認真的眼神，並散發著一種凜然的氣氛。如同外表所見的，她的性格十分的一板一眼，而且會以古時候武士的語調說話。
- 歐雷爾 (Worel) -「一個不注意就又徘徊在思考之海中」

配音員：松野太紀
白夜的成員。犬獸人「包納斯族」的男孩子。非常博學，有時候會運用其知識對主角提供協助。然而不知是否是因為對主角產生了競爭意識，說話的態度相當傲慢。不過他的性格其實相當儒弱且不擅長戰鬥。也因為如此，他對於擁有強大力量的主角抱持著一種近乎嫉妒的感情。
- 利捷多 (RE-Xe-LD) -「無論如何，也不要亂來，勇敢與無謀並非相同的東西」

配音員：楠大典
白夜的成員。高大的機械士兵，由於是機械的緣故，表情不會改變。理論上是需要專用的整備工廠才維持其順利運作，因此他平日的生活相當辛苦。表情雖然沒有變化，但卻擁有人格。有時還舊說話關心主角。說話的方式跟人類沒有兩樣。

### 其他角色
- 諾瓦 (Nova) -「如果你們追上到我的話，我就聆聽你們的說話吧」

配音員：石田彰
穿著帶有術士風格的服裝的少年，臉上的表情總是帶著一點憂鬱的氣氛，整體給人一種若有似無的感覺。他似乎認識雷恩與艾娜，跟懷法之間似乎也擁有某種關係的樣子。
- 法伊華 (Fighfar) -「首先得做的就是接受眼前所遭遇到的事情」

配音員：若本規夫
全身纏繞著紅色的火焰，擁有巨大身軀的老獅子，牠平常獨自隱居在位於山上的洞穴 「獅子王之門」中。牠對於喪失了記憶的主角們來說是扮演著引導者的色，會常常提示他們今後應該前進的方向。而牠自己則是以旁觀者的角度，觀察身為「流浪者」的兩位主角的行動。說話時很喜歡引用格言。
- 貝克薩 (Vexar) -「我們就只是持續著自己喜歡的生活方式而已」

配音員：堀内撊
臉上總是掛著輕蔑笑容的青年。全身散發著一種有點險危。讓人感覺不可小的覷氣氛。他反對白夜的理念，並妨礙他們的活動。
- 利妮雅 (Linear) -「真是的做事沒計劃也要有個限度」

配音員：田中理恵
稱呼維克薩為 「主人」，並總是與他一起行動的機械人偶。平常總是我行我素，常常會用激怒人的語氣對其他人 (尤其是艾娜)說話。
- 露奇路　(Luchell) -「不管是什麼情報，我通通都掌握在我的手中」

配音員：中原麻衣
在世界各地一邊流浪一邊兜售奇珍異寶，神出鬼沒的旅行商人。她那一邊露出不懷好意的笑容一邊跟人商談的樣子，讓人深深感受到了一種小惡魔般的氣氛。在看中了人很好的主角之後，便一直想盡辦法要把東西賣給主角。雖然總是擺出一副發揮商人精神的強勢態度，不過卻也今人無法討厭。
- 穆嘎 (Muga)

配音員：松岡美佳
長著像是蝙蝠一般的翅膀，外型圓滾滾的靈界小動物，是露奇路的使魔。雖然可以聽得懂人類說的話，但牠自己只能夠發出「穆嘎穆嘎!」之類的叫聲而已。

## 主題曲
- 片頭曲「白夜」

作詞及作曲：藤田千章　主唱：松本英子
- 片尾曲

作詞及作曲：藤田千章　主唱：松本英子

## 外部連結
- （日語）召喚夜響曲外傳:破曉之翼 官方網站